# Ижорский таран
«Ижо́рский тара́н» — мемориал в составе «Зелёного пояса славы». Сооружён в 1967 году трудящимися Колпино. Архитектор Ю. В. Комаров.
На трёх железобетонных вертикальных стойках расположена горизонтальная балка, направленная остриём в сторону, где находились позиции врага, рядом установлено 85-мм зенитное орудие. Здесь в 1941—1944 годах проходил передний край обороны Ленинграда.

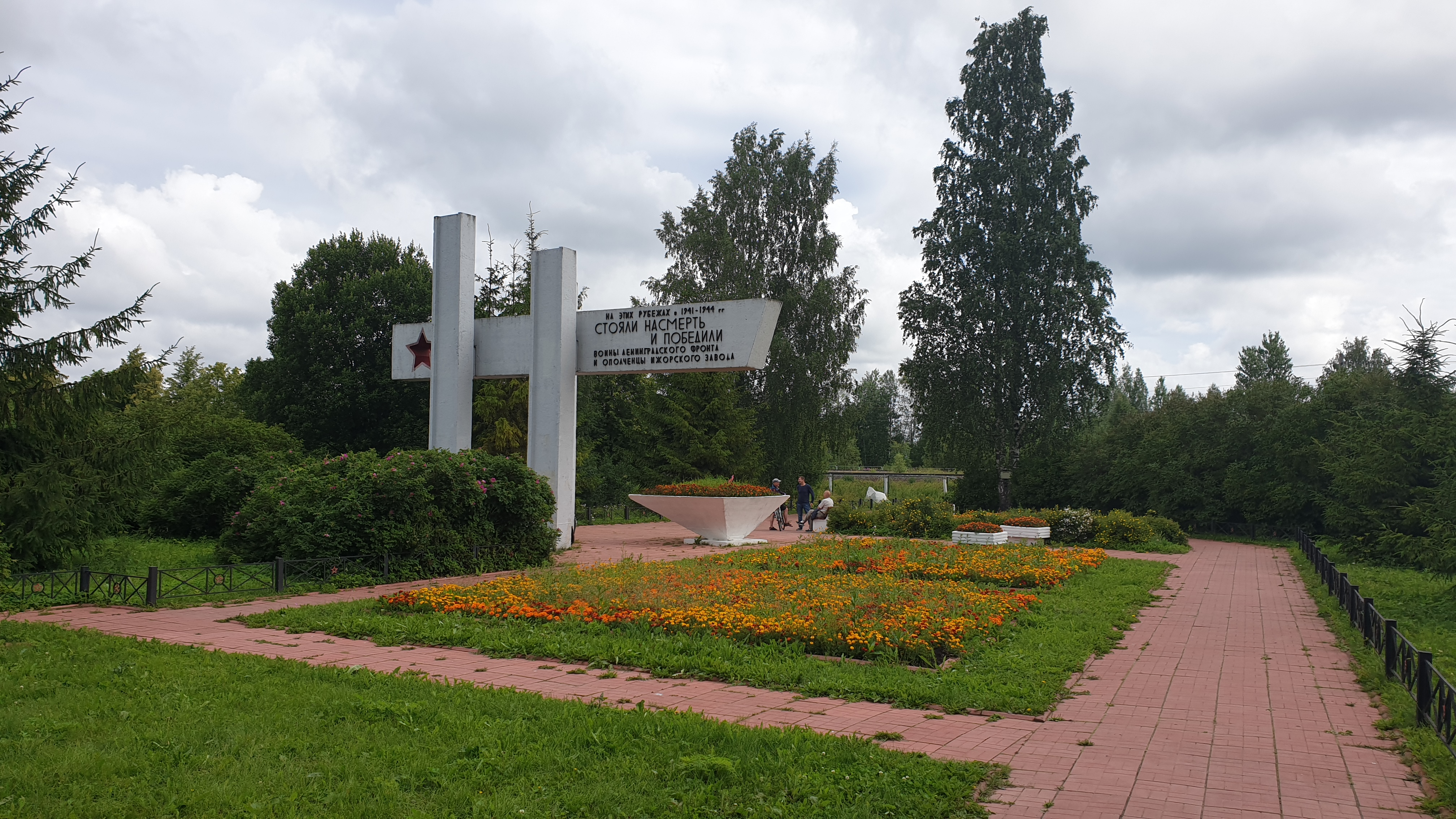
Мемориал «Ижорский таран», вид сзади
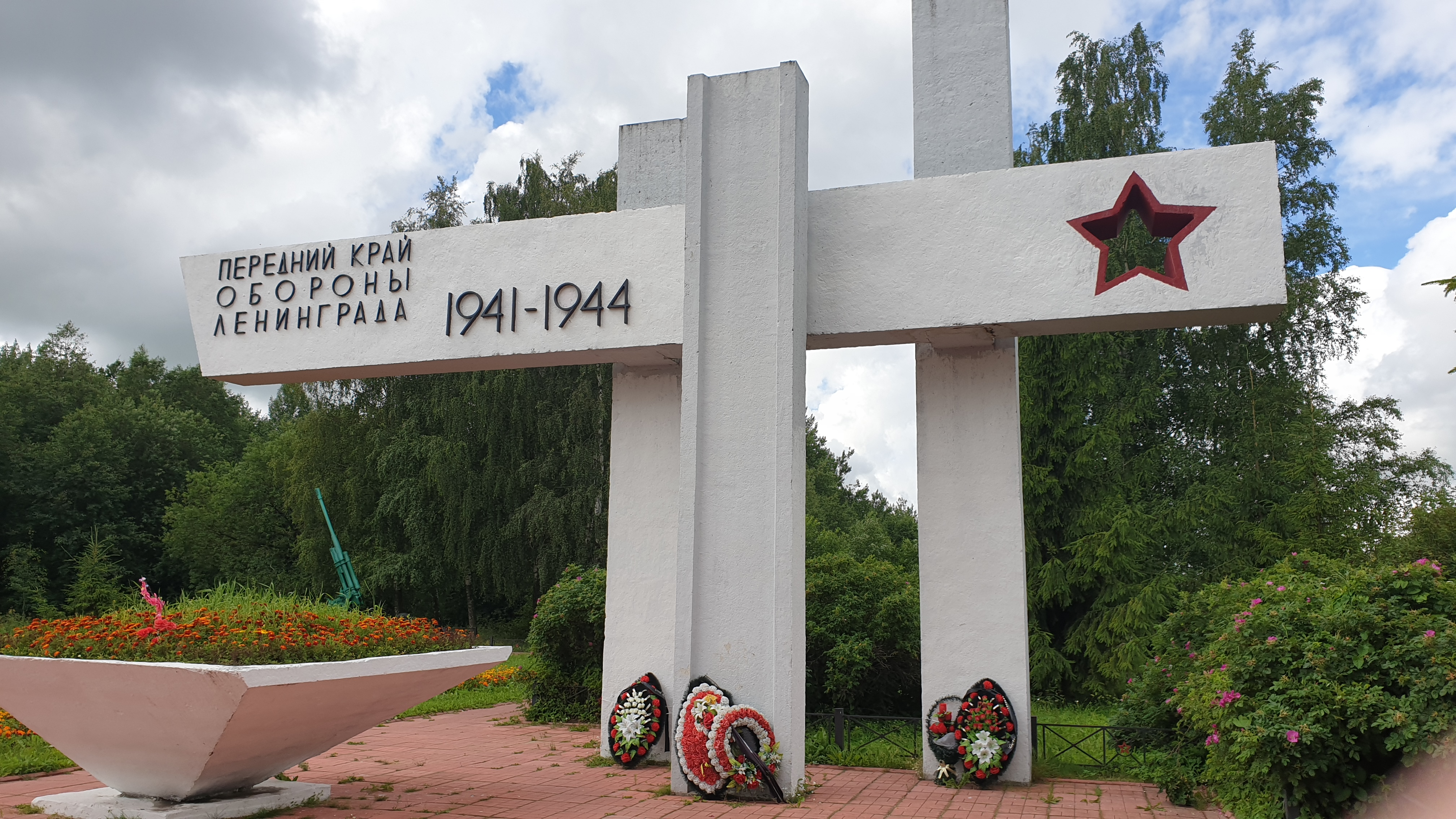
Стела
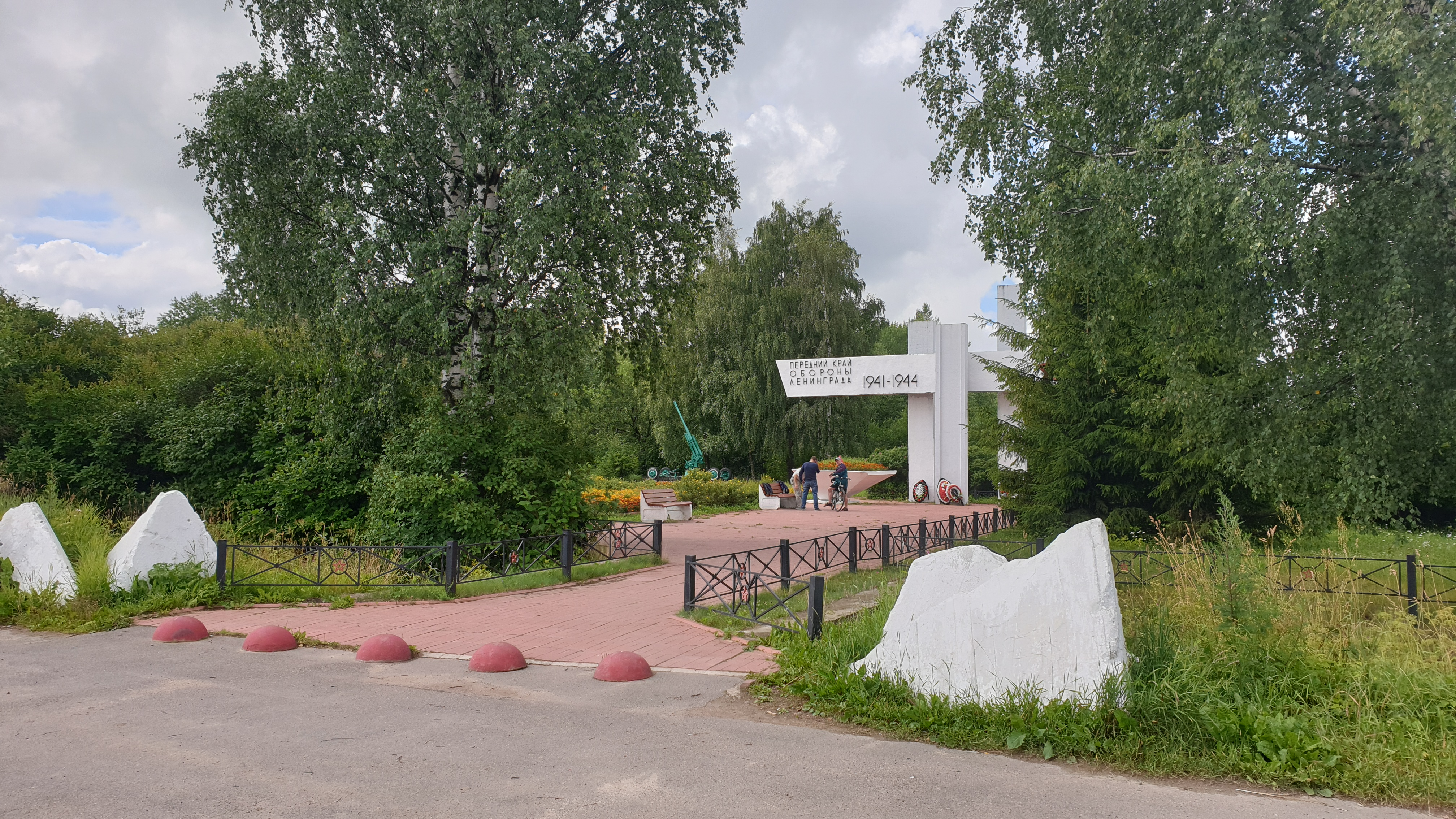
Вход
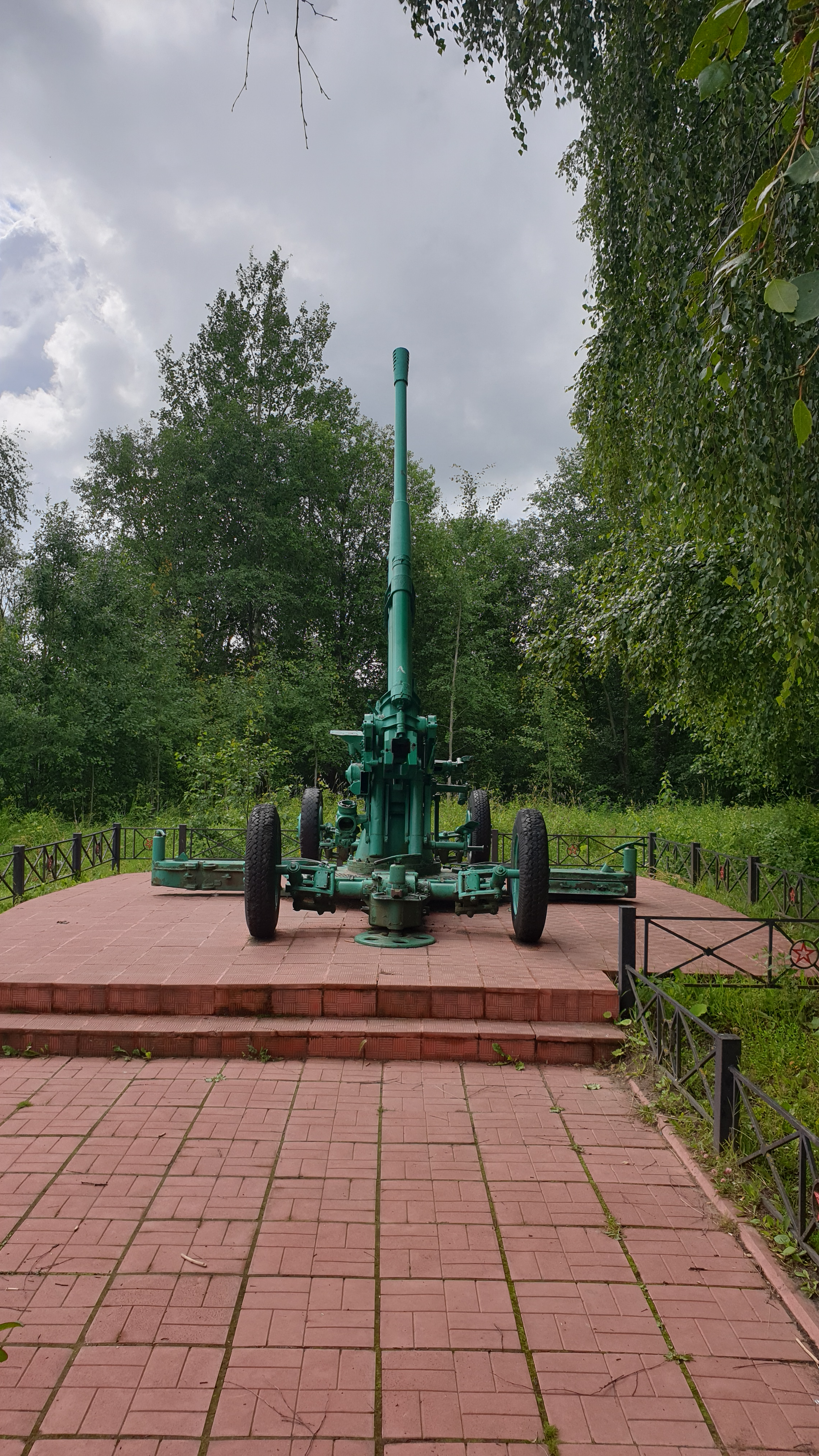
85-мм зенитная пушка